# Hôpital Saint-Jacques de Figeac
L'hôpital Saint-Jacques ou hôpital d’Aujou est le plus ancien établissement hospitalier de Figeac et reste le seul après le 30 juin 1670 à la suite d'un regroupement général des hôpitaux de la ville.

## Localisation
L'hôpital est localisé 33 rue des Maquisards à Figeac dans le département du Lot en région Occitanie.

## Historique
Cet établissement est un des plus anciens de France : des legs en sa faveur, dont les originaux ont été consultés  en 1776 aux archives de cet établissement, faisaient état de son existence dès le Ve siècle. 
Au XIIe siècle, les ordres mendiants (Franciscains, Carmes, Dominicains et Augustins) développent à Figeac de multiples hospices dont un devient l'hospice-étape des pèlerins sur les chemins vers Saint-Jacques-de-Compostelle. Le rayonnement de cet hôpital Saint-Jacques est aussi dû aux pèlerinages quercynois locaux, les reliques de saint Vivien, évêque de Saintes, étant vénérées en l’abbatiale bénédictine Saint-Sauveur ; mais également au voisinage de Rocamadour.
Louis XIV le transforme en hôpital général affecté au renfermement des pauvres en 1682. Le 30 juin 1670 il reste le seul dans le cadre d'un regroupement général des divers hôpitaux de la ville. En 1732, sa chapelle est affectée aux Pénitents bleus. En 1768, les administrateurs décident de faire construire trois corps de logis derrière les bâtiments existants. Les travaux de l'aile occidentale commencés en 1770 se terminent en 1779. Le bâtiment de la buanderie date de 1784. 
Faute de ressources, ceux de l'aile orientale sont différés jusqu'en 1850. La chapelle et son clocher datant de 1304 sont réédifiés à la même époque. De 1900 à 1902, le presbytère et un pavillon pour les bureaux de l'économat sont édifiés et reliés à la nouvelle loge du concierge par une grille au milieu de laquelle se trouve la porte d'entrée.

## Architecture et description
Les derniers bâtiments médiévaux ont disparu en 1850 et ceux qui restent tatent du XVIIIe siècle dont l'imposant corps des logis construit en 1770 avec le réemploi de matériaux issus de la destruction des tours et des remparts de la ville. Les pierres de l’église de Notre-Dame de la Capelle servirent à la construction de l'aile Est en 1853. Récemment en 1982, on réaménagea le service de long séjour à l'emplacement de l'institution  de jeunes filles Sainte-Marthe. dans la rue des Maquisards.
Pendant plus de deux siècles et jusqu'en 2021, l'hôpital Saint-Jacques est l'hôpital de Figeac mais le 8 février 2020, la première pierre pour un bâtiment moderne est posée,. 
Inscrit partiellement aux Monuments historiques par arrêté le 22 mai 1978 et au Patrimoine mondial de l'Unesco au titre des Chemins de Compostelle en France en 1998, il est toujours une étape des chemins de Compostelle sur la via Podiensis qui part du Puy-en-Velay jusqu'au village d'Ostabat où elle rejoint la via Turonensis et la via Lemovicensis qui ont fait leur jonction peu avant.

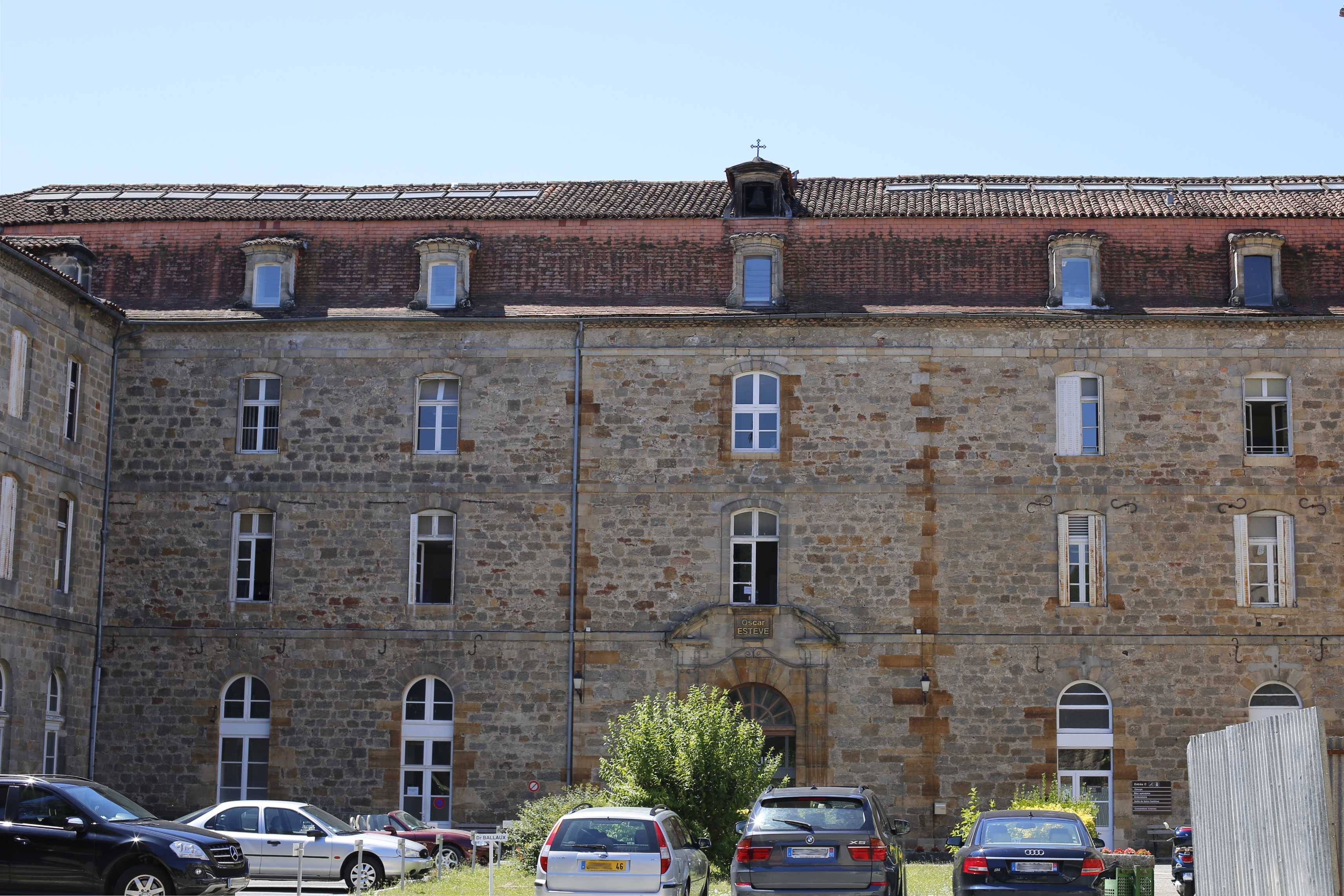
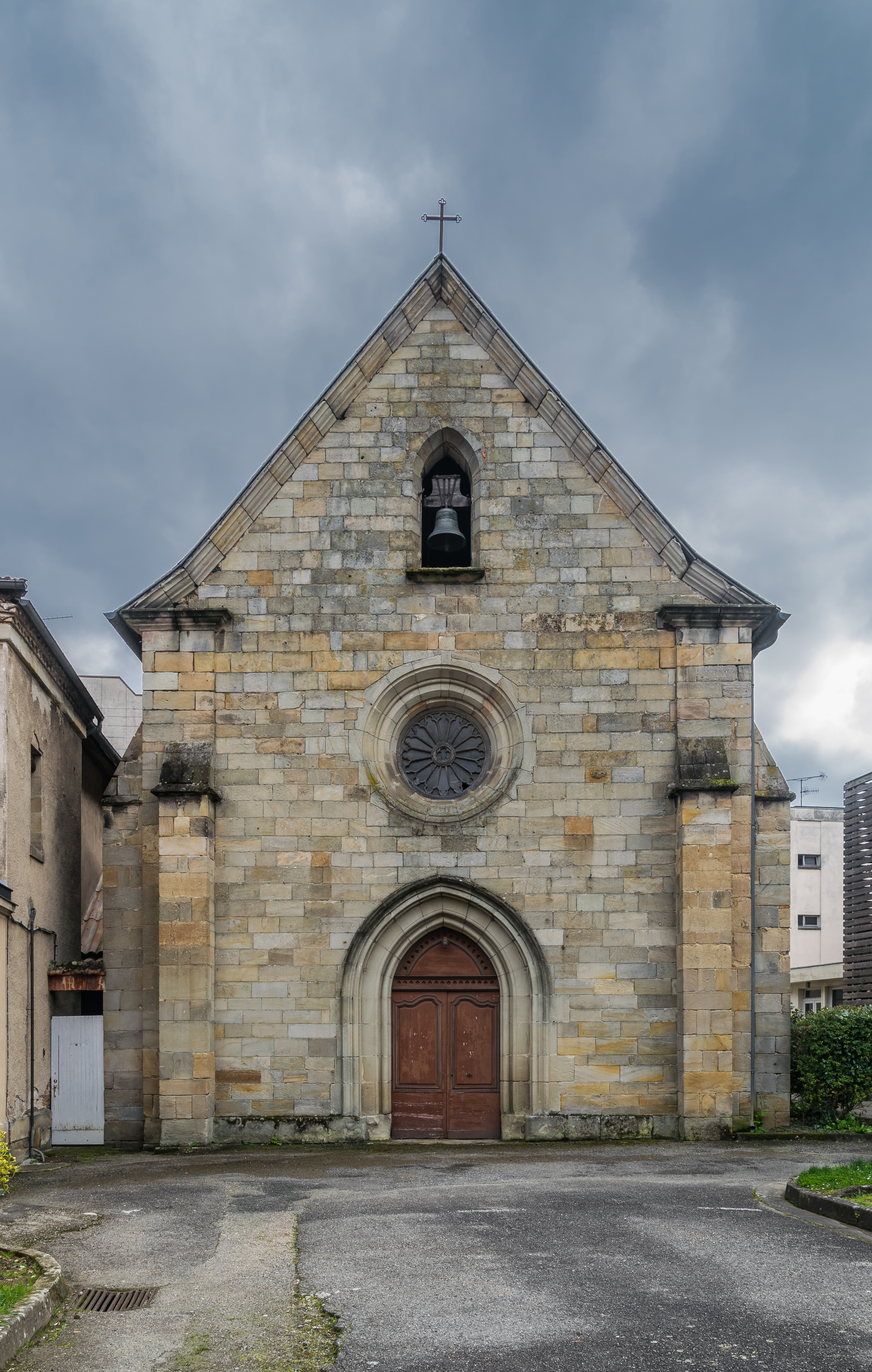
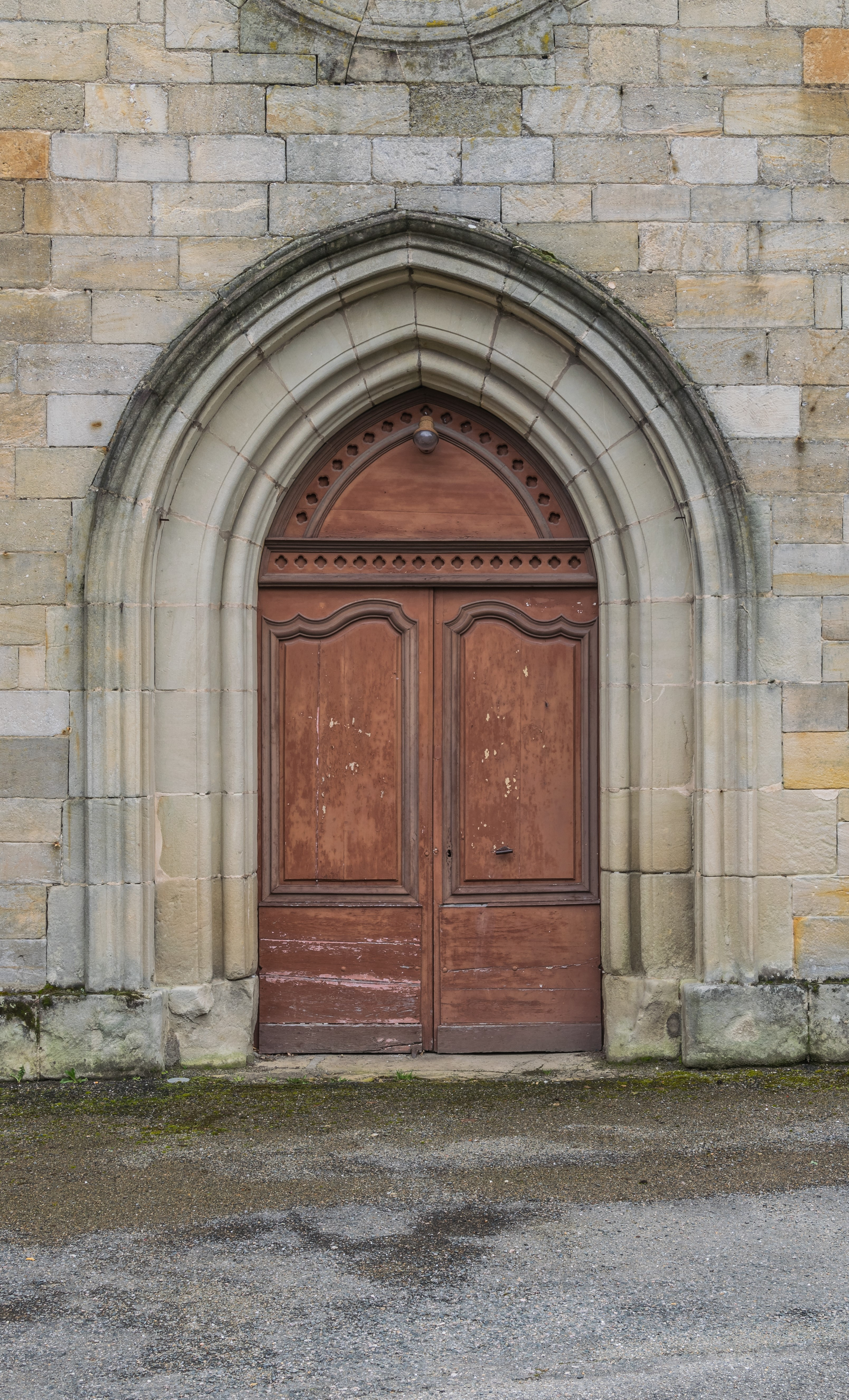